# Augustin-Louis Belle
Pour les articles homonymes, voir Belle.
Augustin-Louis Belle, né en 1757 à Paris, où il est mort le 12 janvier 1841, est un peintre d'histoire français.

## Biographie

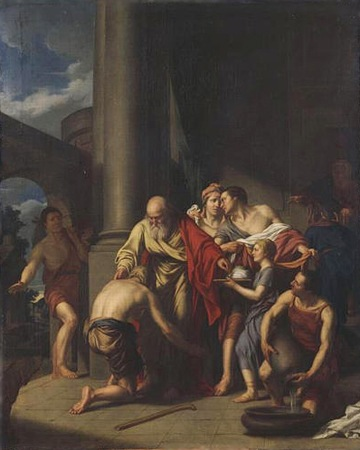
Parabole de l'enfant prodigue (1782), musée des Beaux-Arts de Lille.

Il est issu d'une lignée de peintres, avec son père Clément Belle, son grand-père Alexis Simon Belle et son arrière-grand-père Jean-Baptiste Belle (avant 1642-1703).[réf. nécessaire]
Peintre lui-même, Belle obtient à sa deuxième tentative le second prix de peinture en 1783, avec la Parabole de l’Enfant prodigue (musée des Beaux-Arts de Lille). Venu étudier à Rome en 1784 aux frais de son père, 
il ne peut entrer, faute de place, à l'Académie comme pensionnaire,[réf. nécessaire] mais il y est logé et nourri (admis en externe) du 11 mai 1785 au 26 janvier 1790.[réf. nécessaire] La gratuité de cette faveur, qu'il doit à l'influence de son parent, le graveur Cochin, est tenue secrète. Belle n'envoie de Rome qu'un seul tableau, Tobie rendant la vue à son père (1788, maintenant au musée de Chatillon-sur-Seine). Il est expulsé à cause de son affiliation à la loge La réunion des Amis Sincères et rentre à Paris en 1790 et entre dès son retour d'Italie à la manufacture des Gobelins comme sous-inspecteur. En 1791 il expose le Mariage de Ruth et de Booz.[réf. nécessaire] Il est nommé directeur de la manufacture des Gobelins en 1793.
Républicain fervent, il s'engage activement dans la Commune générale des arts, le Club révolutionnaire des arts et la Société populaire et républicaine des arts. En 1793, Jacques-Louis David le propose au Comité d'instruction publique pour siéger au jury d'attribution des prix de peinture, de sculpture et d'architecture. Il croit faire preuve de civisme en brûlant au pied de l'arbre de la Liberté un certain nombre de tapisseries où se voyaient des armoiries et des chiffres royaux. Il a, du moins, l'habileté de retenir à la manufacture les artistes tapissiers qui, payés en assignats, menacent de suspendre leurs travaux.[réf. nécessaire]
À une date entre 1791 et 1793, l'épuration révolutionnaire frappe la manufacture des Gobelins et plusieurs personnages clés sont renvoyés, dont les trois peintres qui lui sont attachés : son père Clément Belle, Pierre Peyron et Joseph Laurent Malaine,.
En 1793 il devient directeur de la manufacture des Gobelins, mais il est relevé de cette fonction en 1795 — cependant il continue à y collaborer avec son père. Belle se remet à peindre et expose diverses toiles inspirées de l'antiquité[réf. nécessaire]. Lorsque son père meurt en 1806, il reprend aux Gobelins les fonctions de professeur de dessin et d'inspecteur des travaux d'art (une fonction que son père exerçait depuis 1755 et que lui-même conserve de 1806 à 1816).[réf. nécessaire]
On lui doit également de nombreux portraits.[réf. nécessaire]

## Œuvres
- Parabole de l'Enfant prodigue (ou Le retour de l'enfant prodigue), 1782, palais des Beaux-Arts de Lille[3],[4] ;
- Tobie rendant la vue à son père, 1788, musée de Chatillon-sur-Seine[4];
- Mariage de Booz et de Ruth, 1791[4] ;
- Thésée, après avoir retrouvé les armes de son père, se met en route pour purger les rochers des brigands, 1793[4] ;
- Anaxagore et Périclès, 1796, huile sur toile, 266 × 343 cm, musée du Louvre[5],[6] ;
- Mars recevant les caresses de Vénus, et couronné par elle de myrtes et de lauriers, 1801[4] ;
- Allégorie à la Paix, 1816, huile sur toile, 248 × 186 cm, musée des Beaux-Arts de Rouen[7] ;
- Agar dans le désert, 1819, huile sur toile, 265 × 200 cm, musée des Beaux-Arts de Tours[4],[8];
- Hersé, fille de Cécrops, aperçoit Mercure qui se dirige vers son palais, 1822, toile, 96 × 71 cm[9].
- L'Enlèvement de Déjanire, d'après Guido Reni, 1824, 260 × 200 cm, palais des Beaux-Arts de Lille, disparue pendant la Première Guerre Mondiale[10],[11],[12].